# Prix de musique Polaris
Pour les articles homonymes, voir Polaris.

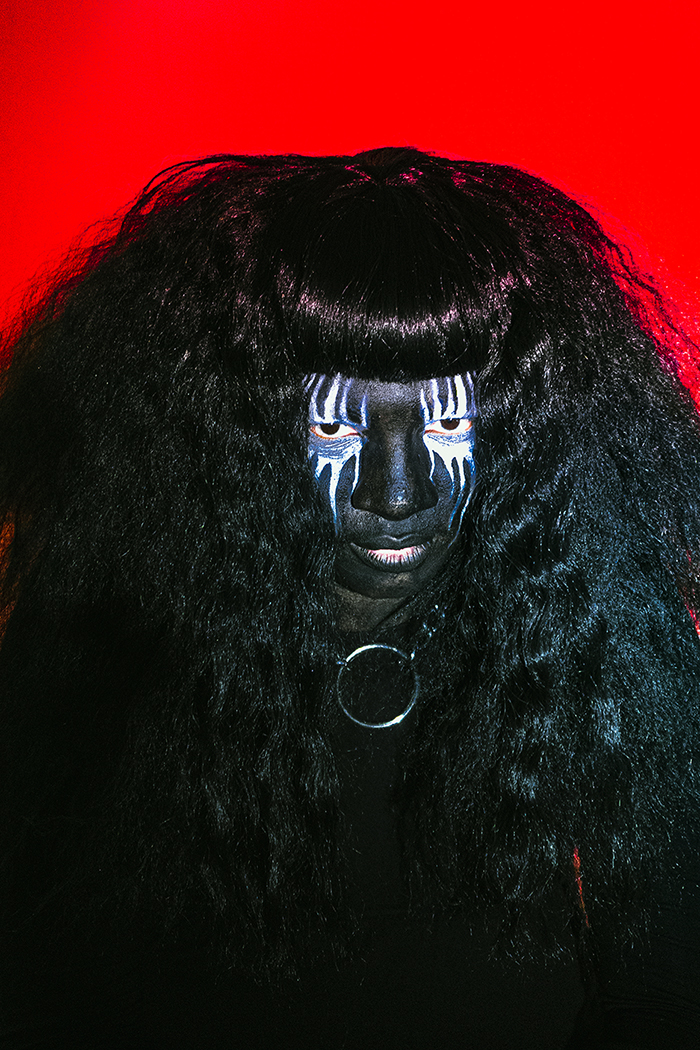
Backxwash, lauréate du prix en 2020.

Le prix de musique Polaris (en anglais : Polaris Music Prize) est un prix musical accordé chaque année par des critiques au meilleur album canadien. Ce prix a été créé en 2006 et comprenait une récompense de 20 000 dollars canadiens. Depuis 2015, la récompense est de 70 000 dollars canadiens.

## Jury et désignation
L'album est choisi parmi les albums canadiens sortis dans l'année. Le vainqueur est désigné par un jury composé de onze critiques musicaux, réuni à Toronto lors du gala du prix de musique Polaris, fin septembre.

## Critique
« Avec le prix Polaris, on s'est rendu compte qu'on aurait peut-être dû mettre un peu moins d'énergie sur l'Europe et un petit peu plus sur le Canada », avoue le bassiste Martin Lamontagne de Karkwa. « Le marché au Québec par rapport à notre style de musique est peut-être un peu saturé mais le prix Polaris a fait en sorte que nos dernières dates dans l'Ouest canadien, majoritairement anglophone, ont vraiment bien marché. Le prix Polaris est un label de qualité. Et même s'il est remis à des francophones, les gens vont se déplacer pour aller nous écouter. »